# جان تمپلین
جان تمپلین (انگلیسی: Jean Templin; ۱۴ دسامبر ۱۹۲۸ – ۲۳ نوامبر ۱۹۸۰) بازیکن فوتبال اهل فرانسه بود.
از باشگاه‌هایی که در آن بازی کرده‌است می‌توان به باشگاه فوتبال لانس، باشگاه فوتبال نانسی، و باشگاه فوتبال استاد رنس اشاره کرد.